# フェニル酢酸CoAリガーゼ
フェニル酢酸CoAリガーゼ(Phenylacetate—CoA ligase、EC 6.2.1.30)は、以下の化学反応を触媒する酵素である。
ATP + フェニル酢酸 + CoA{\displaystyle \rightleftharpoons }AMP + 二リン酸 + フェニル酢酸CoA
従って、この酵素の3つの基質はATPとフェニル酢酸とCoA、3つの生成物はAMPと二リン酸とフェニル酢酸CoAである。
この酵素は、リガーゼ、特に炭素-硫黄結合を形成する酸-チオールリガーゼに分類される。系統名は、フェニル酢酸:CoAリガーゼ(AMP生成)である。その他よく用いられる名前に、phenylacetyl-CoA ligase、PA-CoA ligase、phenylacetyl-CoA ligase (AMP-forming)等がある。この酵素は、チロシン代謝及びフェニルアラニン代謝に関与している。